# كريستينا فيغا
كريستينا فيغا (بالإسبانية: Cristina Vega)‏ (3 أبريل 1981 بإسبانيا - ) هي لاعبة كرة قدم إسبانية في مركز الوسط. شاركت مع منتخب إسبانيا لكرة القدم للسيدات. أما مع النوادي، فقد لعبت مع Bristol City W.F.C. ‏ وRayo Vallecano Femenino ‏ وAD Torrejón CF (women) ‏ ونادى استوديانتس دى ويلفا للسيدات لكرة القدم وKeynsham Town L.F.C. ‏.

## وصلات خارجية
- كريستينا فيغا على موقع الاتحاد الأوربي (الإنجليزية)
- كريستينا فيغا على موقع قاعدة بيانات كرة القدم.إي يو (الإنجليزية)